# رابطة الكتاب الأردنيين
رابطة الكُتّاب الأردنيين هو تنظيم نقابي يَضُم الأُدباء الأردنيين في مُختلف مَجالات الأدب من رواية، وشعر، وقصة، وأبحاث ونقد أدبي وغيرها.
تأسست رابطة الكُتّاب الأردنيين سنة 1974، بدعوة وتنسيق وقيادة الكاتب والروائي والأديب سالم النحاس لتكون البيت الذي يجمع الكتاب الأردنيين ويوحد جهودهم في إبراز الأدب الأردني وإيلائه الاهتمام اللازم. وكان أول رئيس لرابطة الكتاب الأردنيين هو الأديب عبد الرحيم عمر.

## إدارة الرابطة
الرابطة مؤسسة ثقافية شعبية ذات طابع عربي ديمقراطي، وتعتبر هيئة مستقلة، ولها نظامها الداخلي الخاص. تأسست في عمان بتاريخ 19 مايو 1974، وتُعدّ إحدى أهم الهَيئات الأهلية الثقافية الفاعلة في الأردن. وتضم أبرز الأدباء والأكاديميين، الذين حاز بعضهم على جوائز محلية وعالمية. وتضم الرابطة (924) كاتباً وكاتبة، يَنتخبون من بينهم، وفق صيغة ديمقراطية كل عامين مرة، هيئة إدارية تتألف من (11) عضواً، وينتخبون أيضاً عدداً من اللجان الداخلية المساعدة.
في ٢١ أيلول من عام ٢٠٢٤ قامت الهيئة الإدارية للرابطة بمأسسة بيت الشعر العربي في الأردن، وتمت الانتخابات في ١٥ نوفمبر ٢٠٢٤، وانتخب الشاعر لؤي أحمد أمينا عاما لبيت الشعر وعضوية الشعراء: نزار سرطاوي، نور الرواشدة، رغيد الشخشير، رفعة يونس، كوثر الزعبي، علي الشوابكة. وبرئاسة الشاعر مهدي نصير. الهيئة التنفيذية لبيت الشعر العربي في الأردن

## الفروع
للرابطة ستة فروع في داخل المملكة الأردنية الهاشمية، وهي:
1. فرع إربد
2. فرع الزرقاء
3. فرع السلط
4. فرع جرش
5. فرع مادبا
6. فرع عجلون

## إغلاق الرابطة
أُغلِقت رابطة الكُتاب الأردنيين بقرار قانون عُرفي صادر من الحاكم العسكري الأردني، وذلك في 17 يونيو 1987. وقد قوبل هذا القرار بالرفض من أعضاء الرابطة وهيئتها الإدارية، ومن الاتحاد العام للأدباء والكتاب العرب. كما تم اعتقال سالم النحاس أحد أعضاء هيئتها الإدارية. وأُعيد فتحُها بتاريخ 15 ديسمبر 1989 بعد انفراج الأحوال السياسية في الأردن.

## وصلات خارجية
- صفحة الرابطة على موقع وزارة الثقافة الأردنية.